# Missione nell'eternità
Missione nell'eternità (Assignment in Eternity) è una raccolta di quattro storie di Robert A. Heinlein, sia di genere fantastico sia di fantascienza, pubblicata per la prima volta in un volume dalla Fantasy Press nel 1953; alcune storie sono state leggermente rivedute rispetto agli originali pubblicati su rivista.
Heinlein ha dedicato il libro a una coppia di amici: L. Sprague de Camp, importante autore di fantascienza, e sua moglie Catherine Crook de Camp.
Assignment in Eternity è stato quasi subito ripreso per il mercato di massa delle pubblicazioni tascabili nella linea Signet dalla New American Library e, a partire dal 2007, viene offerto da Baen Books in grande formato ("trade paper"); il volume contiene la cronologia della Storia futura di Heinlein anche se nessuna delle storie rientra in tale ciclo.
La traduzione in italiano di Maurizio Gavioli è stata pubblicata dalla Fanucci Editore nel 1976, nel volume n. 19 della collana Futuro. Biblioteca di Fantascienza e poi di nuovo nel 1992 nel volume n. 7 della collana Economica Tascabile.

## Titoli
- L'eredità perduta (Lost Legacy, 1941), romanzo breve
- Altroquando (Elsewhen, 1941), racconto lungo
- Jerry era un uomo (Jerry Was a Man, 1947), racconto
- Abisso (Gulf, 1949), romanzo breve

## Critica
All'epoca della sua pubblicazione, Boucher e McComas non furono entusiasti della raccolta, che secondo loro contiene "due racconti lunghi leggeri e divertenti e due romanzi brevi piuttosto deboli".
Analogamente P. Schuyler Miller trovò le storie "non all'altezza delle migliori del ciclo della Storia futura o dei recenti libri per ragazzi dell'autore".
Il critico del New York Times Villiers Gerson recensì l'antologia definendo Heinlein "uno dei più abili scrittori artigianali di fantascienza".

## Vortice nero
La prima traduzione italiana del romanzo breve Gulf intitolata Vortice Nero e del racconto lungo Elsewhen intitolata Nella trama del tempo, nel 1968 sono andati a formare l'antologia personale pure intitolata Vortice Nero, pubblicata nel secondo volume della collana Gamma. (Il Fantalibro). I Capolavori della Fantascienza, ristampato nel 1976.

### Edizioni
- Robert A. Heinlein, Missione nell'eternità (antologia), collana Economica Tascabile, traduzione di Maurizio Gavioli, n. 7, Fanucci Editore, 1976, ISBN 88-347-0352-9.

### Fonti critiche
- (EN) James Daniel Gifford, The New Heinlein Opus List, in Robert A. Heinlein: A Reader's Companion (PDF), Nitrosyncretic Press, 2000, ISBN 978-0-9679874-1-5. URL consultato il 12 ottobre 2015.